# Kamyczki wrzenne
Kamyczki wrzenne – ciała stałe o nieregularnym kształcie wykorzystywane w laboratoriach podczas procesu destylacji oraz długotrwałego ogrzewania cieczy, zapobiegające miejscowemu przegrzaniu cieczy. 

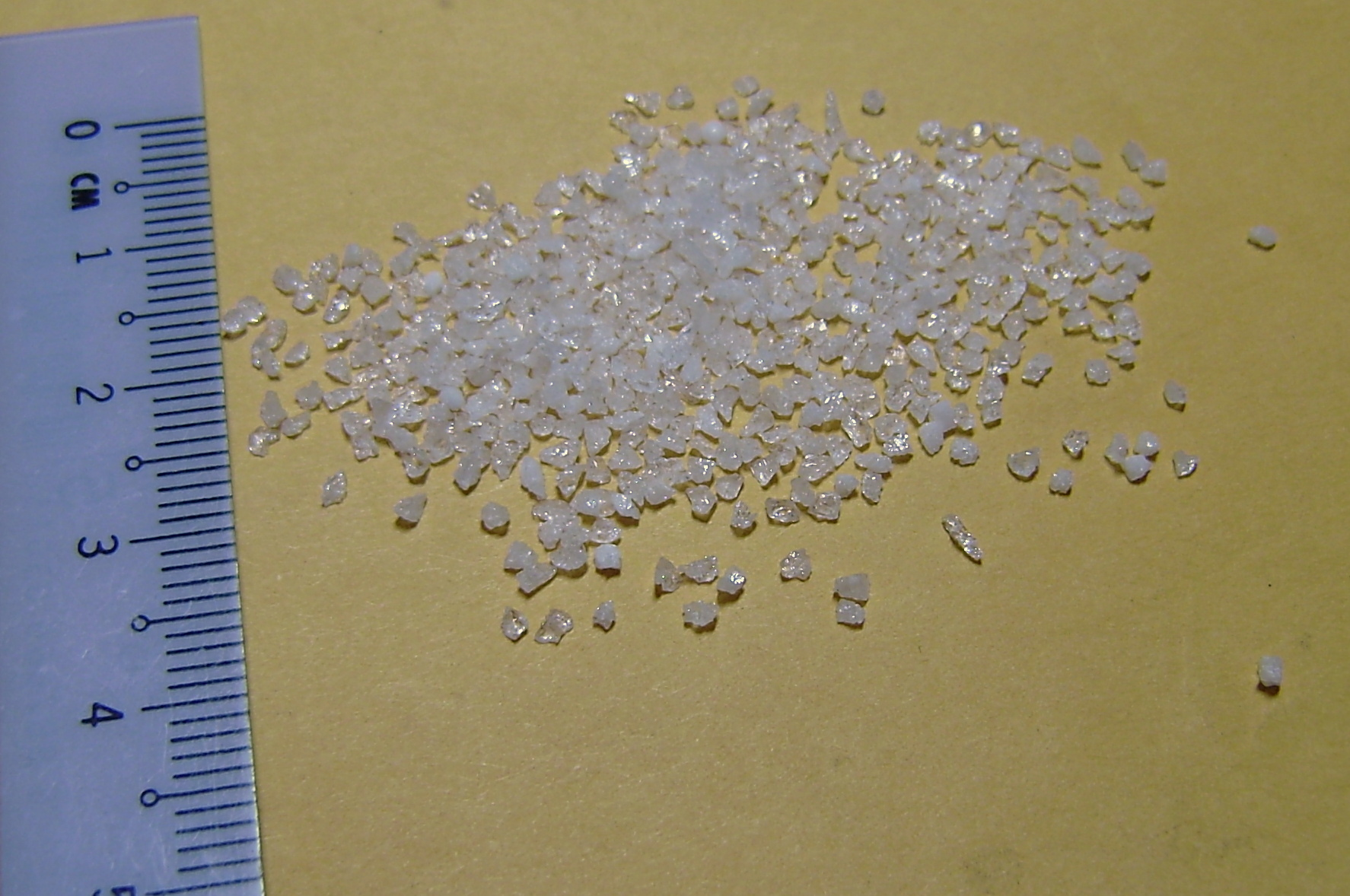
Kamyczki wrzenne

Najczęściej są to kawałki porowatej porcelany, granulki z alkalicznych glinokrzemianów, teflonu oraz kwarcu.
Kamyczki używane podczas ogrzewania nie powinny reagować z ogrzewaną cieczą czy produktami reakcji. Nie należy ich wrzucać do już rozgrzanej cieczy, gdyż zostanie ona wyrzucona w gwałtowny sposób z naczynia reakcyjnego, co stanowi zagrożenie dla zdrowia i życia osób znajdujących się w pobliżu.